# Escala Delisle
La escala Delisle es una forma de medir temperatura concebida en 1732 por el astrónomo francés Joseph-Nicolas Delisle (1688-1768).
Sus unidades son los grados Delisle, se representan con el símbolo °D y cada uno vale −2/3 de un grado Celsius o Kelvin. El cero de la escala está a la temperatura de ebullición del agua y mide 150 °D para la fusión del agua, va aumentando según descienden las otras escalas hasta llegar al cero absoluto a 559.725 °D.
Los termómetros de mercurio construidos por Delisle contaban con 2400 graduaciones y fueron bastante usados en la Rusia del siglo XVIII.
| | Desde Delisle                                                     | A Delisle                                                           |
| --- | ----------------------------------------------------------------- | ------------------------------------------------------------------- |
| Celsius | {\displaystyle {\text{[°C]}}=100-{\frac {2}{3}}{\text{[°De]}}}    | {\displaystyle {\text{[°De]}}={\frac {3}{2}}(100-{\text{[°C]}})}    |
| Fahrenheit | {\displaystyle {\text{[°F]}}=212-{\frac {6}{5}}{\text{[°De]}}}    | {\displaystyle {\text{[°De]}}={\frac {5}{6}}(212-{\text{[°F]}})}    |
| Kelvin | {\displaystyle {\text{[K]}}=373.15-{\frac {2}{3}}{\text{[°De]}}}  | {\displaystyle {\text{[°De]}}={\frac {3}{2}}(373.15-{\text{[K]}})}  |
| Rankine | {\displaystyle {\text{[°R]}}=671.67-{\frac {6}{5}}{\text{[°De]}}} | {\displaystyle {\text{[°De]}}={\frac {5}{6}}(671.67-{\text{[°R]}})} |
| Para intervalos de temperatura más que temperaturas específicas {\displaystyle {\text{1 °De}}={\text{2/3 °C}}={\text{1.2 °F}}} Comparaciones entre varias escalas de temperatura |                                                                   |                                                                     |

## Historia
En 1732, Delisle construyó un termómetro que utilizaba mercurio como el fluido de trabajo. Delisle escogió su escala utilizando la temperatura de agua hirviendo como el punto cero fijo y midió la contracción del mercurio (con más baja temperatura) en cientos miles. Los termómetros de Delisle, usualmente, tenían 2400 o 2700 graduaciones, apropiado al invierno de San Petersburgo, ya que había sido invitado por Pedro el Grande a la ciudad para fundar un observatorio en 1725. En 1738, Josias Weitbrecht (1702‑1747) recalibró el termómetro de Delisle con dos puntos fijos, manteniendo 0 grados como el punto de evaporación y añadiendo 150 grados como el punto de congelación de agua. Entonces, envió su termómetro calibrado a varios eruditos, incluyendo Anders Celsius. La escala Celsius, como la escala Delisle, originalmente, corrían desde cero para agua hirviendo abajo a 100 para agua congelada. Esto fue revertido a su orden moderno después de su muerte, en parte por la instigación del botanista sueco Carl Linnaeus y el fabricante de termómetros de Linnaeus, Daniel Ekström.

El termómetro de Delisle permaneció en uso por casi cien años en Rusia. Uno de sus usuarios fue Mijaíl Lomonosov, quien revirtió en su propio trabajo, medir el punto de congelación del agua como 0 °D y el punto de ebullición como 150 °D.
- Datos: Q839449